# Tetraonyx collare
Tetraonyx collare is een keversoort uit de familie van oliekevers (Meloidae). De wetenschappelijke naam van de soort werd voor het eerst geldig gepubliceerd in 1825 door Le Peletier en Audinet-Serville.